# Xã Buncombe, Quận Sioux, Iowa
Xã Buncombe (tiếng Anh: Buncombe Township) là một xã thuộc quận Sioux, tiểu bang Iowa, Hoa Kỳ. Năm 2010, dân số của xã này là 2.032 người.